# Model Lambda-CDM

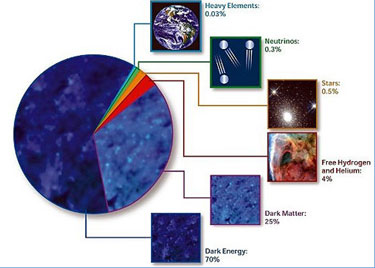
Al voltant del 95% del contingut energètic de l'univers consisteix en matèria fosca exòtica i energia fosca
(gràfic de la NASA)

El model lambda-CDM (o ΛCDM) és l'abreviatura emprada en cosmologia per al model lambda-Cold Dark Matter. Desenvolupa la concordança amb la teoria del big-bang, que explica les observacions còsmiques realitzades sobre la radiació de fons de microones, així com observacions sobre l'estructura a gran escala de l'univers i les supernoves; tot això aporta coneixement a l'explicació de l'acceleració de l'expansió de l'univers. És el model conegut més simple i del qual es poden destacar tres grans característiques:
- Λ (lambda), indica la constant cosmològica com a part d'un terme de l'energia fosca que permet conèixer el valor actual de l'acceleració de l'expansió de l'univers. La constant cosmològica es descriu en termes de {\displaystyle \Omega _{\Lambda }}, que és la fracció de la densitat de l'energia d'un univers pla. En l'actualitat, és {\displaystyle \Omega _{\Lambda }} 0.74, és a dir, que té un valor del 74% de la densitat d'energia de l'univers actual.
- La matèria fosca freda és el model en què la matèria fosca es descriu com a freda, és a dir, no termalitzada, no barònica, sense l'existència de col·lisions. Aquest component s'encarrega del 26% de la densitat de l'energia actual de l'univers. El 4% restant és tota la matèria i energia que componen els àtoms i els fotons, que són els elements que construeixen els planetes, les estrelles, i els núvols de gas.
- El model assumeix un espectre de l'escala d'invariància de les pertorbacions primordials i un univers sense curvatura espacial. També assumeix que no té cap topologia observable, de manera que l'univers és molt més gran que l'horitzó de partícula observable. Es donen prediccions d'inflació còsmica.

Aquestes són les suposicions més simples per a un model cosmològic consistent; tanmateix, ΛCDM és tan sols un model. Els cosmòlegs anticipen que totes aquestes presumpcions no seran conegudes amb exactitud fins que no es tingui més coneixement sobre la física fonamental. Particularment, la inflació còsmica prediu una curvatura espacial en el nivell de 10−4 a 10−5. També seria sorprenent que la temperatura de la matèria fosca fos zero absolut. D'altra banda, ΛCDM no explica res sobre l'origen de la matèria fosca, de l'energia fosca i de l'espectre de l'escala d'invariància de les pertorbacions primordials de la curvatura; en aquest sentit, és simplement un exercici de "parametrització" útil de la ignorància.
Malgrat que actualment (2011) existeix el consens que és el model que descriu millor el naixement i evolució de l'univers i de les seves estructures (com, per exemple, les galàxies o els cúmul de galàxies), alguns autors han descrit que presenta problemes fonamentals. Alguns d'aquests problemes han estat presentats pels cosmòlegs Pavel Kroupa o Tom Shanks.

## Paràmetres
El model té sis paràmetres. La constant de Hubble determina l'índex de l'expansió de l'univers, així com la densitat crítica per al tancament de l'univers (ρ0). Les densitats per als barions, la matèria fosca i l'energia fosca s'indiquen com a ρ0, que és la ràtio de la densitat veritable de la densitat crítica: per exemple {\displaystyle \Omega _{b}=\rho _{b}/\rho _{0}}. Ja que el model de ΛCDM assumeix un univers pla, se sumen aquestes densitats, i la densitat de l'energia fosca no és un paràmetre lliure. La profunditat òptica determina el desplaçament al vermell de l'emissió per reionització. La informació sobre les fluctuacions de la densitat ve determinada per l'amplitud de les fluctuacions primordials (de la inflació còsmica) i de l'índex espectral, que mesura com les fluctuacions canvien amb l'escala ({\displaystyle n_{s}=1} correspon a l'espectre de l'escala d'invariància).
Els errors cotitzats són 1σ, és a dir, hi ha una probabilitat estadística del 68% que el valor veritable caigui entre els límits superiors i inferiors de l'error. Els errors no donen una distribució normal gaussiana, i han estat derivats usant el mètode d'anàlisi de cadenes de Markov Monte Carlo (MCMC) per part del WMAP (David Spergel et al, 2006), que també utilitzen les dades del Sloan Digital Sky Survey (SDSS) i de la supernova de tipus Ia, un tipus d'estrella variable.
| Paràmetre           | Valor                                                     | Descripció                                          |
| Paràmetres bàsics   | Paràmetres bàsics                                         | Paràmetres bàsics                                   |
| ------------------- | --------------------------------------------------------- | --------------------------------------------------- |
| H0                  | {\displaystyle 70.9_{-3.2}^{+2.4}} km s-1 Mpc-1           | paràmetre de Hubble                                 |
| Ωb                  | {\displaystyle 0.0444_{-0.0035}^{+0.0042}}                | densitat bariònica                                  |
| Ωm                  | {\displaystyle 0.266_{-0.040}^{+0.025}}                   | densitat total de matèria (barions + matèria fosca) |
| τ                   | {\displaystyle 0.079_{-0.032}^{+0.029}}                   | camí òptic fins a la reionització                   |
| As                  | {\displaystyle 0.813_{-0.052}^{+0.042}}                   | amplitud de fluctuació escalar                      |
| ns                  | {\displaystyle 0.948_{-0.018}^{+0.015}}                   | índex espectral escalar                             |
| Paràmetres derivats |                                                           |                                                     |
| ρ0                  | {\displaystyle 0.94_{-0.09}^{+0.06}\times 10^{-26}} kg/m³ | densitat crítica                                    |
| ΩΛ                  | {\displaystyle 0.732_{-0.025}^{+0.040}}                   | densitat d'energia fosca                            |
| zion                | {\displaystyle 10.5_{-2.9}^{+2.6}}                        | desplaçament al vermell de la reionització          |
| σ₈                  | {\displaystyle 0.772_{-0.048}^{+0.036}}                   | amplitud de fluctuació de galàxies                  |
| t0                  | {\displaystyle 13.73_{-0.17}^{+0.13}\times 10^{9}} anys   | edat de l'univers                                   |

## Extensions del model
Les extensions possibles del model més simple del ΛCDM permeten obtenir la quinta essència, més que una constant cosmològica. En aquest cas, l'equació d'estat de l'energia fosca és diferent de -1. La inflació còsmica prediu les fluctuacions del tensor (ones gravitatòries). La seva amplitud ve donada per paràmetres com la ràtio del tensor-a-escalar, que ve determinat per l'escala energètica de la inflació. Altres modificacions tenen en compte la curvatura espacial o un índex espectral corrent, la qual cosa és, en general, incoherent amb l'observació de la inflació còsmica. Acceptar aquests paràmetres en la teoria augmentarà els errors en els paràmetres indicats a la taula de dalt, i pot modificar lleugerament els valors observats.
| Paràmetre                       | Valor                                    | Descripció                             |
| ------------------------------- | ---------------------------------------- | -------------------------------------- |
| w                               | {\displaystyle -0.926_{-0.075}^{+0.051}} | Equació d'estat                        |
| r                               | {\displaystyle <0.55} (2σ)               | Ràtio del tensor-a-escalar             |
| Ωk                              | {\displaystyle -0.010_{-0.012}^{+0.014}} | Curvatura espacial                     |
| α                               | {\displaystyle -0.102_{-0.043}^{+0.050}} | Índex espectral                        |
| {\displaystyle \Sigma m_{\nu }} | {\displaystyle <0.87} eV (2σ)            | Suma total de les masses dels neutrins |

Aquests valors són consistents amb una constant cosmològica, un valor {\displaystyle w=-1}, i cap curvatura espacial {\displaystyle \Omega _{k}=0}. Hi ha una certa evidència per a un índex espectral corrent, però no arriba a ser estadísticament significatiu. Les expectatives teòriques suggereixen que la ràtio tensor-a-escalar r estigui entre 0 i 0,3; per tant, en un futur pròxim s'haurà de revisar aquest valor.